# San Román de Hornija
San Román de Hornija est une commune de la province de Valladolid dans la communauté autonome de Castille-et-León en Espagne.

## Sites et patrimoine
L'édifice le plus caractéristique de la commune est l'église paroissiale San Román.

Église San Román
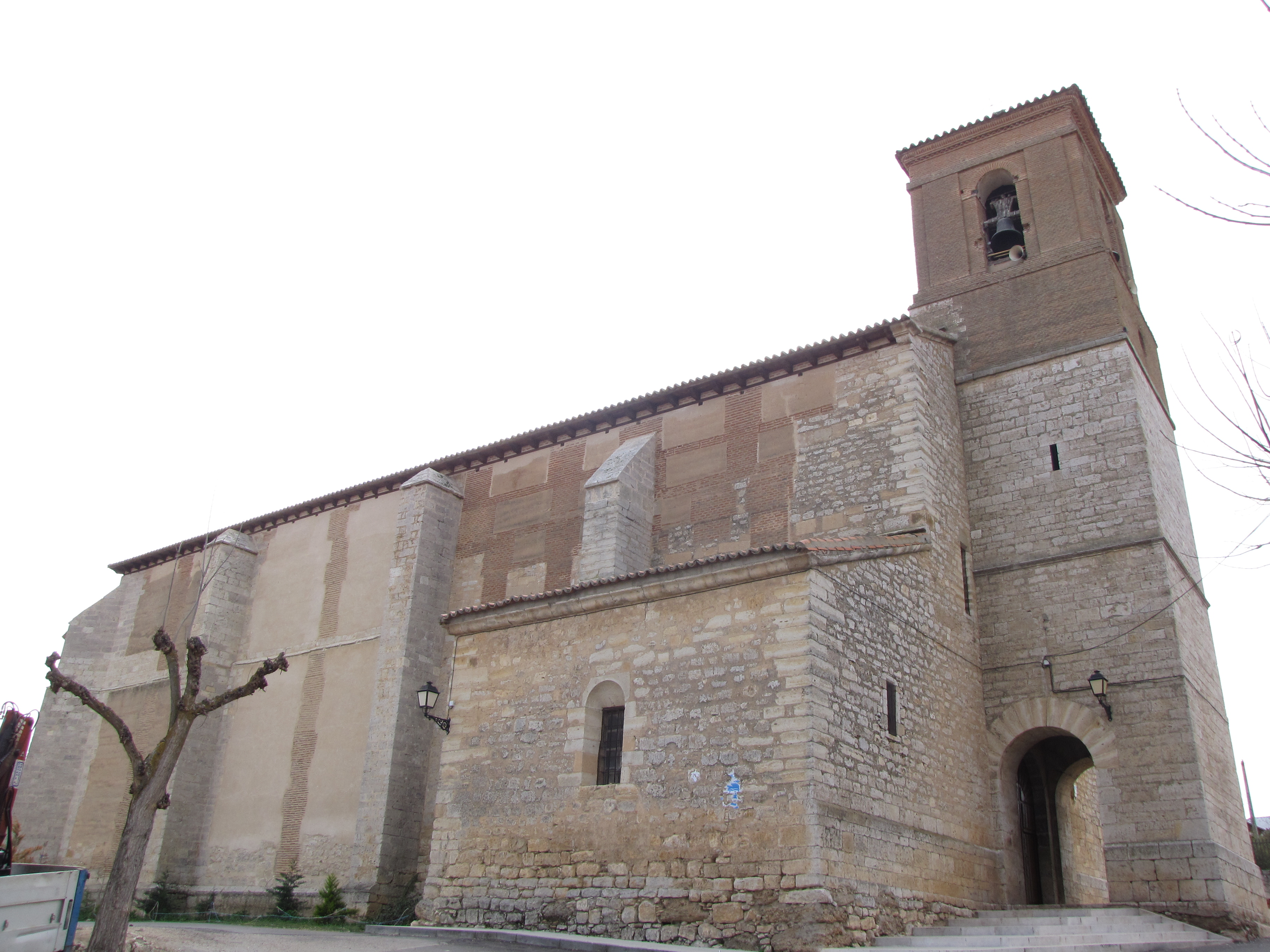
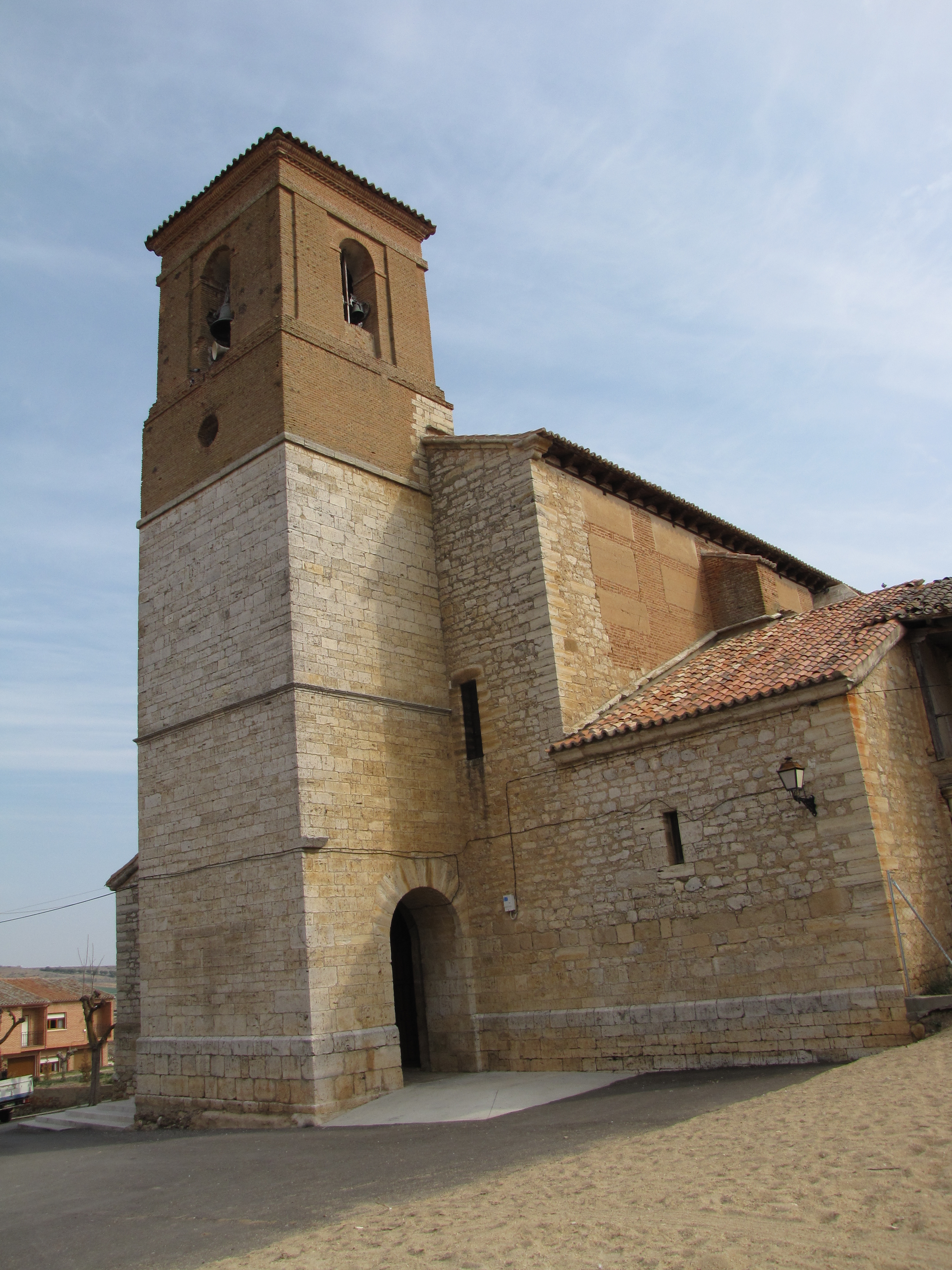
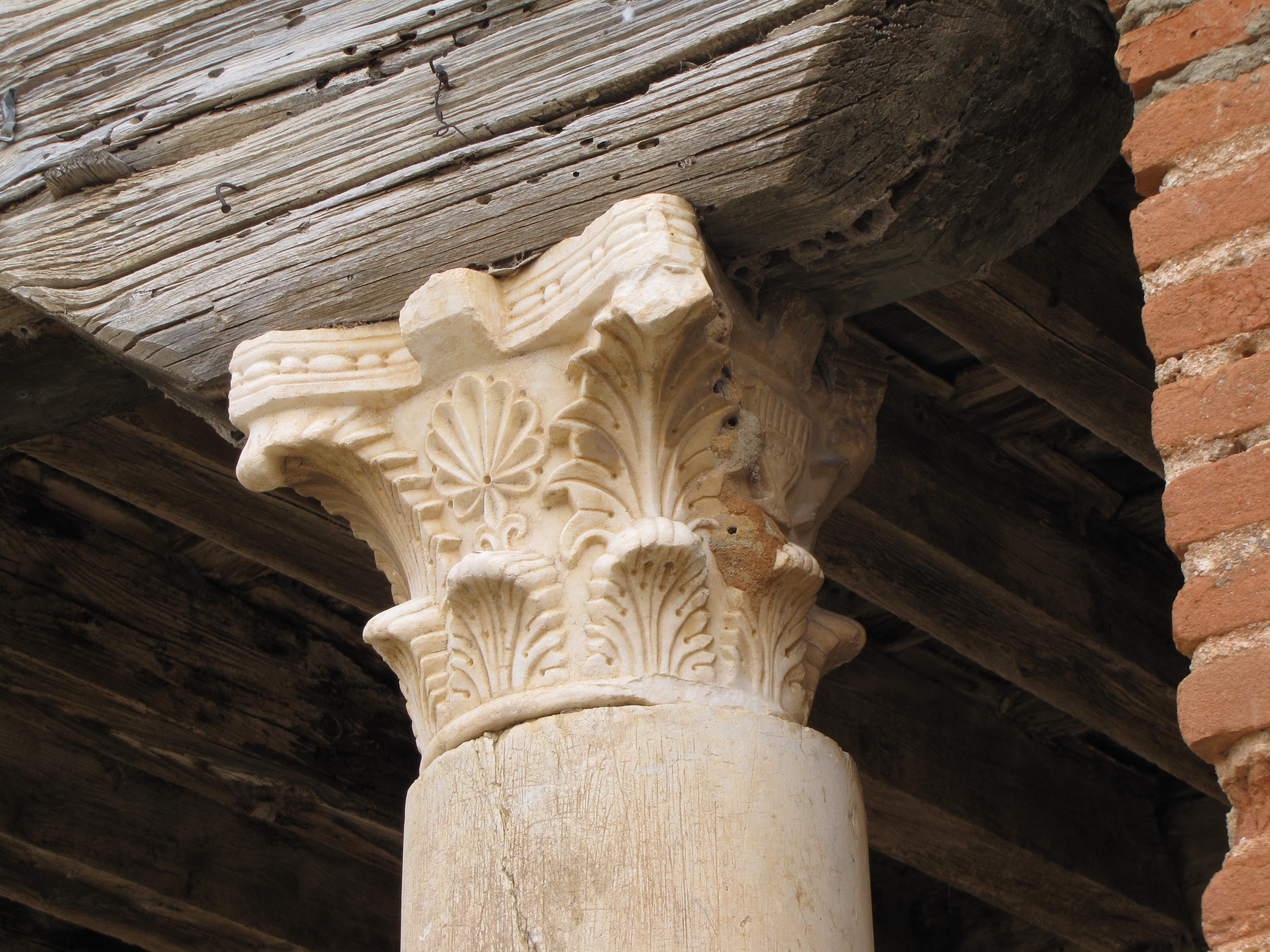